# Parafia Najświętszego Serca Pana Jezusa w South Amboy
Parafia Najświętszego Serca Pana Jezusa w South Amboy (ang. Sacred Heart Parish) – parafia rzymskokatolicka położona w South Amboy w stanie New Jersey w Stanach Zjednoczonych.
Jest ona wieloetniczną parafią w diecezji Metuchen, z mszą św. w j. polskim dla polskich imigrantów.
Ustanowiona w 1895 roku i dedykowana Najświętszemu Sercu Pana Jezusa.

## Szkoły
- Sacred Heart School

## Nabożeństwa w j.polskim
- Niedziela – 8:30